# Togoperla
Togoperla és un gènere d'insectes plecòpters pertanyent a la família dels pèrlids que es troba a la Xina, el Japó, Tailàndia i el Vietnam. Els adults són grossos, foscos i completament alats.

## Taxonomia
- Togoperla aequalis Banks, 1937
- Togoperla atra Uchida, 1990
- Togoperla canilimbata  (Enderlein, 1909)
- Togoperla clavata Stark & Sivec, 2008
- Togoperla fortunati (Navás, 1926)
- Togoperla limbata (Pictet, 1841)
- Togoperla noncoloris Du & Chou, 1999
- Togoperla perpicta Klapálek, 1921
- Togoperla poilanina (Navás, 1934)
- Togoperla shan Stark & I. Sivec, 1991
- Togoperla sinensis Banks, 1939
- Togoperla totanigra Du & Chou, 1999
- Togoperla triangulata Du & Chou, 1999
- Togoperla tricolor Klapálek, 1921[11][12][13]